# 建築会館
建築会館（けんちくかいかん）は、東京都港区にある施設。日本建築学会が所有し運営している建物である。建築会館ホールや会議室、図書館、ギャラリーを備え、学会やシンポジウム、国際会議、パーティーなどに使用される。

## 施設概要

### 建築会館ホール
- マルチホールであり、レクチャーやシンポジウム、国際会議、式典などに使われる。

### 会議室
- 会議や研究会、面接会場など各種会合に使用。

### その他
- イベント広場、図書館、ギャラリーがある。

## 所在地
東京都港区芝5丁目26番20号

## 交通手段
- JR山手線・京浜東北線 田町駅下車、徒歩3分
- 都営地下鉄浅草線・三田線 三田駅下車、徒歩3分

## 周辺
- NEC本社ビル
- 慶應義塾大学三田キャンパス
- 東京科学大学田町キャンパス
- 田町駅
- 三田駅

## 使用例
- ホールは、日本建築学会設計競技全国1次審査会、TEPCOインターカレッジデザイン選手権、TEPCO快適住宅コンテストなどに使用。
- ギャラリーは、セントラル硝子国際建築設計競技入選作品展示などに使用。